# 梁玉莹
梁玉莹（1996年12月5日—），广西桂平人，中国大陆流行女歌手，毕业于广西艺术学院音乐教育学院歌舞表演专业。在《2022中国好声音》中，梁玉莹凭借《祝君好》一曲成为李克勤战队冠军，以及全国总决赛冠军。

## 生平
梁玉莹是广西壮族自治区贵港市桂平市人，从初中开始学习音乐，大学毕业于广西艺术学院，是该校音乐教育学院歌舞表演专业2019届学生，毕业后从事驻唱歌手和主播的职业。在《2022中国好声音》第二期中，初次亮相的梁玉莹翻唱了唐汉霄的《十年如烟》，获得梁静茹、李克勤、廖昌永、李荣浩四位导师转身，成为该季两位获得“四转”的选手之一。其后梁玉莹加入李克勤战队，成功晋级五强，在总决赛五強赛凭借与李克勤合唱《飞花》及翻唱韩雪的《飘雪》得811分进入最后两强，最后冠军争夺赛翻唱张智霖的《祝君好》得59票夺得冠军。。